# Берёзовец (Старорусский район)
Берёзовец — деревня в Старорусском районе Новгородской области в составе Залучского сельского поселения.

## География
Находится в южной части Новгородской области на расстоянии приблизительно 44 км на юго-восток по прямой от районного центра города Старая Русса.

## История
В 1908 году здесь (Старорусский уезд Новгородской губернии) было учтено 23 двора.

## Население
Численность населения: 101 человек (1908 год), 22 (русские 100 %) в 2002 году, 11 в 2010.